# Метавики
Метавики (енгл. Meta-Wiki), често скраћено Мета (енгл. Meta), пројекат је и вики којим руководи Задужбина Викимедија. Користи се као централно место за антивандализам, избор стјуарда и расправе о правилима.